# 百日咳
百日咳（ひゃくにちぜき / ひゃくにちせき、英語: whooping cough、Pertussis）は、主にグラム陰性桿菌の百日咳菌（Bordetella pertussis）による呼吸器感染症の一種。特有の痙攣性の咳発作を特徴とする急性気道感染症である。
百日咳ワクチンで予防可能な小児疾患であるにも係わらず、発病率が上昇している唯一の疾患である。1歳以下の乳児は重症化しやすく、6カ月以下では死亡の危険性が高い。1990年代以降、先進国での感染者数は増加傾向で、発症者の30%は成人である。

## 疫学
感染力が強く、患者との濃厚接触者の80%ほどに感染する。WHOの発表では、世界の患者数は年間1,600 万人で。約70%は5歳未満の幼児で、特に6カ月未満が 38%。1歳未満の小児の死亡率は約1 - 2%で、生後1カ月間が最も高い。世界的に存在している感染症で予防接種を受けていない人々と免疫が減衰した人の間で、地域的な流行が2 - 4年毎に起きる。一年を通じて発生が見られるが、春が多い。
予防はワクチンによるが、獲得した免疫は約4 - 12年間で減衰し感染を防ぐことが出来ない状態まで低下する。世界的に成人の感染者数が増加しているが、これは親のワクチン忌避により免疫を獲得せずに成長する子どもが増えていることも一因である。さらに、免疫を持たない青年・成人層・不顕性感染者が病原巣（感染源）になっていると指摘されている。このように、ワクチン不接種者およびワクチンによる免疫獲得者の成人層で免疫が減衰した集団が病原巣になる現象は、水痘・帯状疱疹ウイルスや風疹ウイルスなどの感染症でも報告されている。痙咳期の3週目以降の患者は感染源とならない。

百日咳による人口10万あたり障害調整生命年(2004年)
No data
Less than 50
50–100
100–150
150–200
200–250
250–300
300–350
350–400
400–450
450–500
500–550
More than 550

### 歴史
- 1578年 - Guillaume de Baillou（英語版）らがパリでの流行を最初の報告[10][11]。
- 1670年 - 初めて激しい咳を表すラテン語の「pertussis」が使用された[10]。
- （日本）文政年間、百日咳と呼ばれる[10][12]
- 1906年 - ジュール・ボルデ、Octave Gengou（英語版）らが百日咳菌を初めて分離[13]

### アメリカ合衆国
- 1999 - 2002年のアメリカ合衆国（イリノイ州、ジョージア州、マサチューセッツ州、ミネソタ州）で百日咳を発症した生後12か月未満の乳児616人の調査では、感染源不明57%、母親14%、兄弟姉妹8%、父親6%、祖父母4%、その他が11%[14]。

### 日本
- 日本での年間罹患数の推計値は、2000年28,000人、2001年15,000人[15]。
- 2006年から2007年[16]は「高知大学医学部」[17]、「香川大学」[5]、「青森県の消防署」、「愛媛県宇和島市」、「長野県北部」[18]などで散発的な流行が発生。長野県須坂市を中心とした地域での流行では、55カ所の小児科定点施設からの報告数が、2006年には24例、2007年には72例の報告で、感染者の過半数が20歳以上の成人であり[19]、大人が感染源となり、小児への感染を広めている[18]。
各流行事例では遺伝的に異なる菌株により蔓延しており[20]、細菌の性質変化ではなく市中に潜在する原因菌が各々の地域で流行したと考えられる[21]。
- 2008年は百日咳の流行が拡大中。第15週(4月7日 - 13日)の定点当たり報告数は0.04人と、過去10年の同時期と比べても高水準。特に成人の感染者が増えており、香川大医学部では2007年の75名の集団感染事例の経験から、抗菌薬の予防投与を行う対策を進めている。
- 2018年、集団感染や成人感染者数の把握が困難であったことから、5類感染症小児科定点把握対象疾患から5類感染症全数把握疾患に変更され[22]、患者の年齢構成が明らかになった[23]。国立感染症研究所の報告によれば[24]、5歳から15歳の感染者が半数以上で、9歳の感染者が最も多かった。その次に感染者が多かったのは、発症児童の親世代である 30歳〜49歳である。9歳を中心とした学童患者は、三種混合ワクチンを4回接種済みであった事から、親世代へのワクチン追加接種の必要性が指摘されている[24]。

#### 百日咳発生データベース
日本では、全国3,000カ所の指定医療機関の小児科のみから報告される「定点把握システム」のため、成人の百日咳患者はほとんど把握されていなかったことから、国立感染症研究所は2008年5月に百日咳発生データベースを立ち上げ、指定医療機関以外からの自主報告を受付た結果、08年度は6,500人を越える感染者が報告され、患者の約60%が成人であった。

## 原因
グラム陰性桿菌の

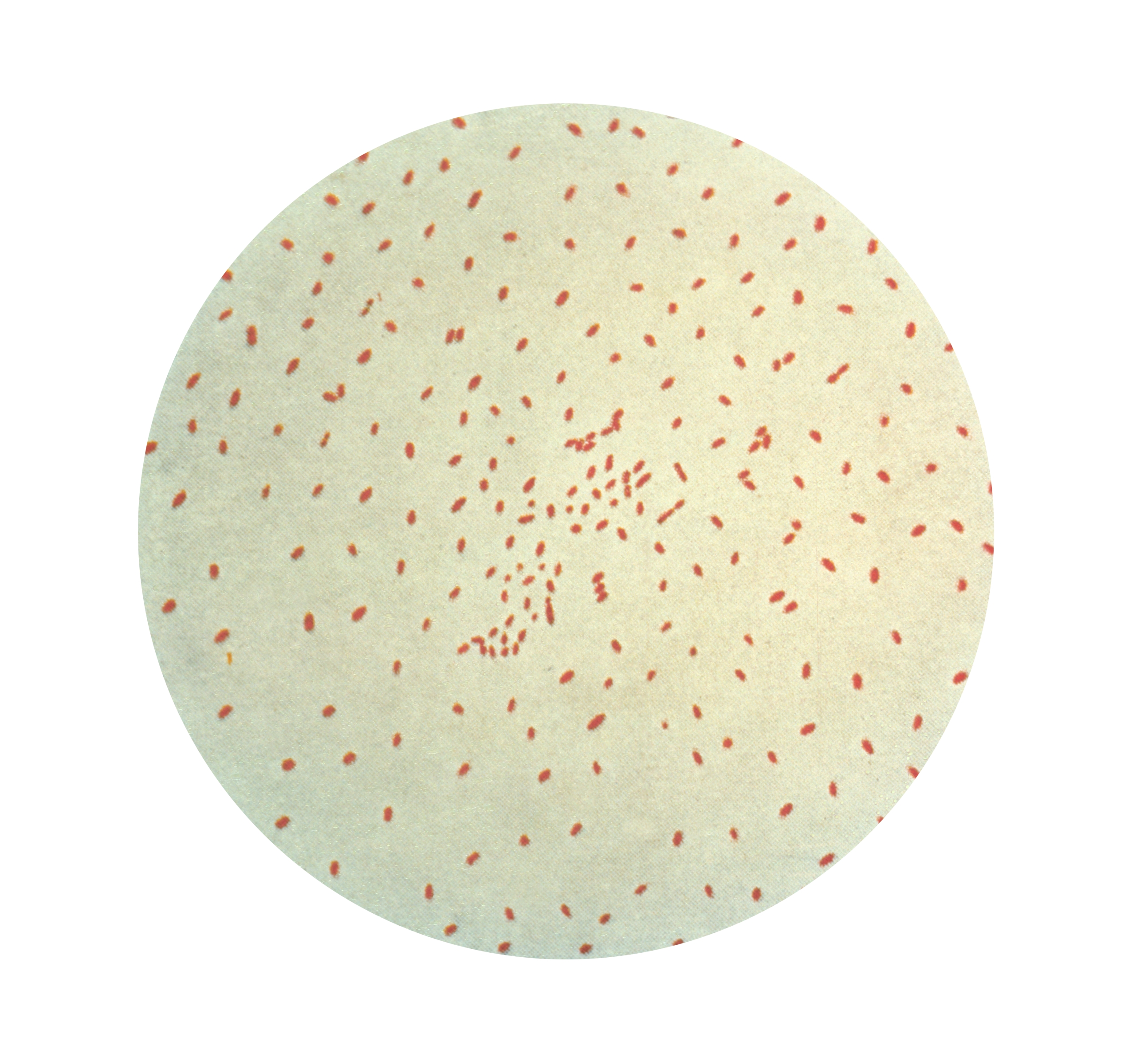
百日咳菌

- 百日咳菌(Bordetella pertussis)
- パラ百日咳菌(B. parapertussis)
- ボルデテラ・ホルメシイ(B. holmesii)

による飛沫感染。1906年にジュール・ボルデがオクターヴ・ジャング (Octave Gengou) と共に発見し、後にボルデにちなんだ学名が付いた(1952年)。Bordet-Gengou bacillus; bacillus of Bordet and Gengouとも呼ばれる。

### 百日咳菌の特性
菌の大きさは 0.2〜0.5 × 0.5〜1.0 μm のグラム陰性短桿菌で、偏性好気性で鞭毛はなく非運動性である。線維状血球凝集素(FHA)、パータクチン（69KD 外膜蛋白）、凝集素（アグルチノーゲン2.3）などの定着因子と百日咳毒素(PT)、気管上皮細胞毒素、アデニル酸シクラーゼ、易熱性皮膚壊死毒素などの物質が病原性に関与している。このうち、百日咳毒素はGタンパク質αサブユニットのうちGiをADPリボシル化することで、細胞毒性を発揮する。

## 症状
小児は重症化しやすい。一方、成人では咳が長期間続くが、特徴的な咳(whoop)がほとんど症状が出ない感染者もいる。パラ百日咳は臨床的に百日咳と区別できないが、比較的軽症で致死率は低い。

### 小児の場合
この病気は回復までに約3ヶ月を要し、通常7-10日間程度の潜伏期間を経て発症する。
1. カタル期 : 約2週間持続、初期は軽く風邪症候群のような症状。
2. 痙咳期 : 約2-3週間持続、次第に特徴的な発作性痙攣性の咳（痙咳）となる。
短い咳の連続的に、続いて、息を吸う時に笛の音のようなヒューという音が出る。この様な咳嗽発作がくり返す。嘔吐を伴う。乳児期早期では特徴的な咳は無い。単に息を止めているような無呼吸発作からチアノーゼ、痙攣、呼吸停止と進展する。
3. 回復期 : 約2 - 3週間以上持続、激しい発作は次第に減衰。

咳発作は夜間が起こりやすく、24時間で平均15回程度。発作時には嘔吐、チアノーゼ、無呼吸、顔面紅潮・眼瞼浮腫（百日咳顔貌）、咳による呼吸困難からの低酸素症により脳、眼、皮膚、粘膜への出血症状が見られ、尿失禁、肋骨骨折、臍ヘルニア、直腸脱、失神も見られる。発作による体力消耗は激しく、不眠や脱水、栄養不良等が著しい場合は入院治療が必要。
合併症は、脳炎、気管支肺炎、中耳炎。

### 成人の場合
咳症状の回復までに約3ヶ月を要する。主要な経過は小児と同等であるが、ほとんどが軽症であるため見逃され易い。

## 診断
パラ百日咳は培養または蛍光抗体法により鑑別する。
百日咳の病原体検査には菌培養、血清学的検査、遺伝子検査があり、確定診断には「鼻咽頭ぬぐい液」「喀痰」からの原因菌の分離同定、あるいは LAMP法もしくは PCR法による遺伝子検索が必要である。
カタル期および痙咳期早期症例の80-90%が百日咳菌陽性となるが、実際には菌の分離同定は困難なことも多い。4週間以内では培養と核酸増幅法を、4週間以降は確定血清診断で百日咳菌凝集素価の測定を行う。培養には、ボルデ・ジャング(Bordet-Gengou)培地やCSMなどの培地を用いる。菌はカタル期後半に検出されるが、痙咳期に入ると検出されにくくなる。
特異度の高い検査法として百日咳菌LAMP法(loop-mediated isothermal amplification)を用いる。

### 百日咳診断（届出）基準
2018年1月1日以降の百日咳診断（届出）基準モダンメディア 2016年9月号より引用、
1. 1歳未満
臨床診断例：咳があり（期間は限定なし）、かつ以下の特徴的な咳、あるいは症状を1つ以上呈した症例
  - 発作性の咳嗽
  - 吸気性笛声
  - 咳嗽後の嘔吐
  - 無呼吸発作（チアノーゼの有無は問わない）

確定例
  - 臨床診断例の定義を満たし、かつ検査診断陽性
  - 臨床診断例の定義を満たし、かつ検査確定例と接触があった例
2. 1歳以上の患者（成人を含む）
臨床診断例：1週間以上の咳を有し、かつ以下の特徴的な咳、あるいは症状を1つ以上呈した症例
  - 発作性の咳嗽
  - 吸気性笛声
  - 咳嗽後の嘔吐
  - 無呼吸発作（チアノーゼの有無は問わない）

確定例
  - 臨床診断例の定義を満たし、かつ検査診断陽性
  - 臨床診断例の定義を満たし、かつ検査確定例と接触があった例

- 検査での確定・咳発症後からの期間を問わず、百日咳菌の分離あるいはPCRまたはLAMP陽性
  - 咳発症後2週間以上8週間以内の抗PT抗体価：100 EU/mL以上

### 鑑別診断
アデノウイルス、マイコプラズマ、クラミジアの感染症との鑑別が必要。

## 治療
支持療法
対症療法
薬物療法
生後6カ月以上の患者にはエリスロマイシン、クラリスロマイシンなどのマクロライド系抗菌薬を投与。

## 予防
小児期に三種混合ワクチン(DPTワクチン)による予防接種が行われている。日本での乳幼児期の三種混合ワクチン(DPT)の接種回数は4回。1994年10月からはDPTワクチンの接種開始年齢が、2歳から3カ月に引き下げられた。結果、接種率上昇とともに小児における患者数は著明に減少したが、2017年現在急性灰白髄炎を加えた四種混合ワクチン（DPT-IPV）による予防接種が行われている。アメリカ疾病予防管理センターは、成人も10年おきにTdapワクチンの予防接種を受けることを、強く推奨している。ハーバード大学医学部も同様に、高齢者に百日咳の予防接種を推奨している。
医療現場でのマスク着用は、感染伝播防止に有効と考えられる。

## 予後
菌の排出が多く周囲を感染させやすい時期は、カタル期の感染後7日から3週間の時点までであるが、カタル期に百日咳を診断することは難しく感染拡大しやすい。通常は感染から3週目以降は感染性がなくなる。 感染者の6割程度は5歳未満で2歳未満の子供の場合は重症化しやすく、6ヶ月未満の小児の死亡率が高い。母親からの経胎盤移行抗体は起きないと考えられている。感染や複数回のワクチン接種で免疫を得られるが、生涯有効な免疫にならない場合もある。

## 全数把握疾患への変更
従来日本では、百日咳は小児科定点での報告とされていた。しかし、2006年以降の小児科定点（全国3,000カ所の指定医療機関）から報告される小児以外の症例は、ほんの一部と考えられていた。既に成人層の感染者が小児を上回っている中で、小児以外の症例を確実に把握するには、現行の発生動向調査体制では十分ではない。集団感染の早期探知や感染拡大の防止に対し、有効な施策が必要であると指摘されている。
2018年1月1日、小児科定点報告から全数報告対象に変更された。

### 関連法規
- 感染症法の第5類感染症に指定。
- 学校保健安全法による第2種学校感染症に指定。